# Mocochinchi
Le mocochinchi (du quechua : muquchinchi) est une boisson rafraîchissante et sucrée, typique de la gastronomie bolivienne élaborée avec des pêches pelées et déshydratées,.

## Description
Le mocochinchi est fabriqué à partir du sirop généré par la réhydratation et la cuisson de pêches séchées dans de l'eau avec de la cannelle et des clous de girofle. Un verre d'une partie de la préparation bouillie est servi avec une plus grande partie de sirop. Le nom de la boisson varie selon les régions du pays : à Oruro, elle est connue sous le nom de mok'ola, à La Paz elle est connue sous le nom de refresco ou fresco de k'isa, dans certaines régions de l'ouest, elle est appelée orejón alors qu'elle est appelée pepa dans certaines régions du nord, à Santa Cruz, Chuquisaca et au Beni, la boisson est connue sous le nom de mocochinchi, nom aussi répandu dans les autres départements, sauf à Tarija où elle est simplement appelée refresco de pelón/durazno/huesillo.

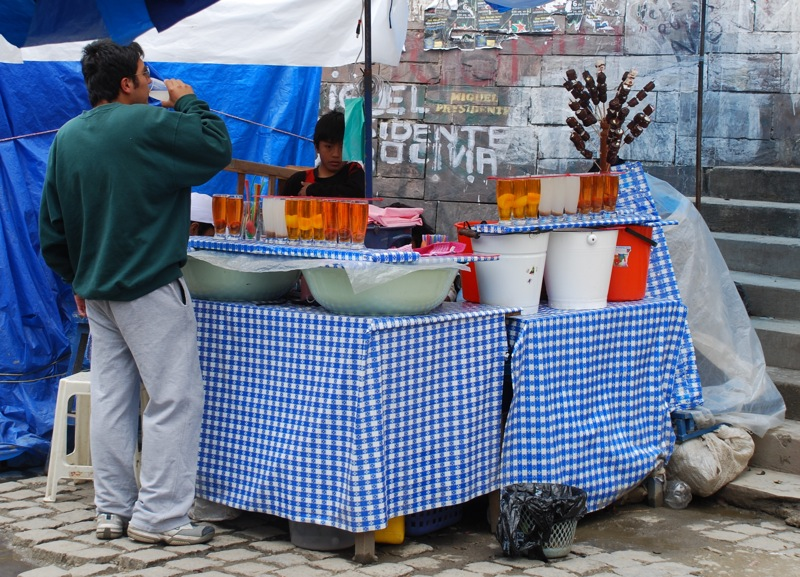
Kiosque de vente de mocochinchi dans une rue de La Paz.

Le mocochinchi est fréquemment vendu dans la rue par des vendeurs ambulants, dans les festivités et événements folkloriques et autres événements sociaux.